# Ochotona curzoniae
Ochotona curzoniae är en däggdjursart som först beskrevs av Brian Houghton Hodgson 1858.  Ochotona curzoniae ingår i släktet Ochotona, och familjen pipharar. Inga underarter finns listade.
Artepitet i det vetenskapliga namnet hedrar en kvinna med efternamnet Curzon. En närmare beskrivning av personen gjordes inte när arten namngavs.

## Utseende
Arten når en absolut längd av 14 till 19,2 cm. Svansen finns bara rudimentärt och vikten ligger mellan 100 och 200 g. Ochotona curzoniae har en ljusbrun päls, vanligen med röd skugga, på ovansidan och ljusgrå päls vid buken. Kännetecknande är svarta läppar.

## Utbredning och habitat
Denna piphare förekommer i Tibet och i andra kinesiska provinser som Gansu, Qinghai, Sichuan och Xinjiang. Dessutom når arten angränsande regioner av Nepal och nordöstra Indien. Ochotona curzoniae vistas i bergstrakter och på högplatå mellan 3000 och 5000 meter över havet. Habitatet utgörs främst av bergsängar och alpina stäpper eller öknar. I Indien och Nepal hittas arten även i bergsskogar.

## Ekologi
Individerna gräver underjordiska tunnelsystem och de är oftast aktiva på dagen. Födan utgörs uteslutande av växtdelar. Enligt en studie av Bagchi et al. 2006 förbättrar arten liksom gnagaren Alticola stoliczkanus grogrunden för större växter. I pipharens bon vilar även ödlor och mindre fåglar. Arten är ett viktigt bytesdjur för predatorer som lever i samma region.
Mellan april och augusti kan honor ha tre till fem kullar och per kull föds två till åtta ungar. Ungarna blir könsmogna före vintern.
Ett föräldrapar och ungarna från en eller två kullar bildar en flock. Tunnelsystemet har flera ingångar och alla gångar hopräknad kan vara 8 meter långa. De ligger vanligen 20 till 40 cm under markytan. Arten håller inte vinterdvala.
Hos arten är det huvudsakligen fadern som lär sina ungar hur de klarar sig i vildmarken. Fadern försvarar dessutom reviret mot andra pipharar. Honan ger ungarna di och sedan samlar hon föda.

## Hot
Denna piphare betraktas som skadedjur när den hämtar födan från odlade växter och den bekämpas därför med gift. Hela populationen minskar men den är fortfarande stor. IUCN kategoriserar arten globalt som livskraftig.